# Frank Vogel (Basketballtrainer)
Frank Paul Vogel (* 21. Juni 1973) ist ein US-amerikanischer Basketballtrainer, der bis Mai 2024 Head Coach der Phoenix Suns in der NBA war. Zuvor war er als Scout für die Los Angeles Lakers und Washington Wizards, als Assistenztrainer bei den Boston Celtics und Philadelphia 76ers, sowie als Head Coach der Indiana Pacers, Orlando Magic und Los Angeles Lakers tätig. Als Trainer der Lakers gewann er 2020 die NBA-Meisterschaft.

## Ausbildung
Vogel wuchs in Wildwood Crest, New Jersey auf und erwarb 1991 an der Wildwood High School seinen Schulabschluss. Anschließend besuchte er zunächst das Juniata College in Huntingdon, Pennsylvania, ehe er 1994 an die University of Kentucky wechselte. Während Vogel am Juniata College noch selbst Basketball in der NCAA Division III gespielt hatte, übernahm er in Kentucky während der Saison 1994–95 unter Rick Pitino die Funktion eines Student Managers für das Basketballteam der Kentucky Wildcats. 1998 schloss Vogel sein Studium an der University of Kentucky mit einem Bachelor of Science in Biologie ab.

## Trainerkarriere
Seine ersten Erfahrungen in der NBA sammelte Vogel ebenfalls unter Rick Pitino von 1997 bis 2001 als Videokoordinator der Boston Celtics. Nach der Übernahme des Cheftrainerpostens durch Jim O’Brien wurde er zu dessen Assistant Coach befördert. Gemeinsam mit O’Brien wechselte Vogel in der Saison 2004/05 zu den Philadelphia 76ers. Danach arbeitete er als Advance Scout für die Los Angeles Lakers und die Washington Wizards. 2007 wurde Vogel erneut Assistenztrainer von Jim O’Brien bei den Indiana Pacers. Nachdem dieser 2011 von den Pacers entlassen worden war, übernahm Vogel das Team als Interimscoach und führte es zum ersten Mal seit 2006 in die Playoffs. Er wurde daraufhin am 6. Juli 2011 offiziell zum Cheftrainer ernannt.
Vor den Eastern-Conference-Semifinals der NBA-Saison 2011/12 gegen die Miami Heat erhielt Vogel besondere Aufmerksamkeit für seine Kritik an der vermeintlichen Theatralik seiner Gegner, die einen besonderen Hang zum „Flopping“ (vergleichbar mit der Schwalbe im Fußball) besäßen. In diesem Zusammenhang wies er auch darauf hin, dass es interessant sein werde, wie die Schiedsrichter auf dieses Verhalten reagieren würden. Für seine Kommentare verhängte die NBA eine Geldstrafe in Höhe von 15.000 US-Dollar gegen Vogel.
Am 7. April 2013 sicherten sich die Pacers erstmals seit der Saison 2003/04 den Titel der Central Division und beendeten die Spielzeit mit einer Bilanz von 49 Siegen und 32 Niederlagen auf dem dritten Rang der Eastern Conference. Nach Siegen gegen die Atlanta Hawks und New York Knicks schieden die Pacers erst in den Eastern Conference Finals nach sieben Spielen gegen die Miami Heat aus den Playoffs aus.
Die Auswahl der Eastern Conference wurde beim NBA All-Star Game 2014 von Vogel betreut. Der Vertrag von Vogel bei den Indiana Pacers wurde am 8. Oktober 2014 bis zum Saisonende 2015/16 verlängert. Zum Ende der Spielzeit 2015/16 trennten sich die Pacers von Vogel.
Nur rund zwei Wochen später verpflichteten die Orlando Magic Vogel im Mai 2016 als neuen Head Coach. Im April 2018 wurde er als Coach entlassen.
Nach einem Jahr ohne Anstellung als Trainer kehrte Vogel zur Saison 2019/20 in die NBA zurück und wurde als neuer Head Coach der Los Angeles Lakers vorgestellt. In seinem ersten Jahr gewann er mit den Lakers den NBA-Titel. 
Im Juni 2023 wurde Vogel Trainer der Phoenix Suns. Nach der Saison 2023/24 wurde er von den Suns entlassen.